# Långsjön (Askersunds socken, Närke, 653388-144056)
Långsjön är en sjö i Askersunds kommun i Närke och ingår i Motala ströms huvudavrinningsområde.